# Регетів
Регетів (пол. Regietów) — лемківське село у сучасній Польщі, у гміні Устя-Горлицьке Горлицького повіту Малопольського воєводства. Населення — 117 осіб (2011).

## Розташування
Лежить над потоком Регетівка — правим притоком річки Ждиня, правої притоки Ропи.

## Історія
Село закріпачене на волоському праві у другій половині XVI століття і включене до складу так званого «мушинського ключа», до якого належало до першого поділу Польщі.
Податковий реєстр 1629 року засвідчує 3 селянські господарства і млин, село у власності Яна Велопольського гербу Старий Кінь.
У 1914 році за москвофільство 16 мешканців Регетова Вижнього заарештовано й вислано до Талергофу.
До 1945 року в селі Регетів Вижній була парохіяльна греко-католицька дерев'яна церква святого архангела Михаїла, споруджена 1865 року і богослужбова дерев'яна каплиця, парохія підлягала Горлицькому деканату, до парохії належали також Регетів Нижній і Сквіртне з дерев'яною церквою святих Безсребреників Кузьми і Дем'яна, споруджена 1837 року, метричні книги велися з 1811 року. В ході Тилявської схизми меншість українців з обох Регетовів (112 із 740) перейшли до Польської православної церкви.
До виселення українців у селі було переважно лемківське населення: з 390 мешканців Регетова Нижнього — усі 390 українці; з 470 мешканців Регетова Вижнього — 445 українців, 15 поляків (прикордонна охорона) і 10 євреїв.
Після другої світової війни Лемківщина, попри сподівання лемків на входження в УРСР, була віддана Польщі, а корінне українське населення примусово-добровільно вивозилося в СРСР. Згодом, у період між 1945 і 1947 роками, в цьому районі тривала боротьба підрозділів УПА проти радянських та польських військ. Ті з українців, хто вижив, 1947 року під час операції Вісла були ув'язнені в концтаборі Явожно або депортовані на понімецькі землі Польщі, натомість заселено поляків. У 1955 року церква святого архангела Михаїла розібрана і перевезена до Жулкєвки (Красноставський повіт), де використовується під костел.
У 1975—1998 роках село належало до Новосондецького воєводства.

## Сучасність
Після депортації українців обидва Регетови спорожніли, в Регетів Нижній переселено поляків, натомість Регетів Вижній так і залишився практично безлюдним і територія обох сіл об'єднана.

## Демографія
Демографічна структура станом на 31 березня 2011 року:
|          | Загалом | Допрацездатний вік | Працездатний вік | Постпрацездатний вік |
| -------- | ------- | ------------------ | ---------------- | -------------------- |
| Чоловіки | 68      | 14                 | 48               | 6                    |
| Жінки    | 49      | 8                  | 32               | 9                    |
| Разом    | 117     | 22                 | 80               | 15                   |

## Пам'ятки
Об'єкти, перераховані в реєстрі пам'яток Малопольського воєводства:
- Військове кладовище № 48 часів першої світової війни на горі Яворина[6].
- Військове кладовище № 51 часів першої світової війни на горі Ротунда[7].
- Дерев'яна прицвинтарна каплиця Перенесеня Мощей св. о. Николая, споруджена 1856 року, з 1947 року використовувалася під кошару, 2001 року передана православній громаді, перебудована, належить до парафії в Гладишеві і використовується для богослужінь.
  - Старий поховальний цвинтар.

Крім того, є дві православні церкви:
- Стара невживана церква побудови 1930-х років.
- Філіальна парафії Гладишів православна церква св. apx. Михаїла, побудована в 2008—2012 рр.

## Постаті
- Тима Ярослава Іванівна (1939 — ?) — педагог, літератор, поетеса.